# オルソセラス
オルソセラス(学名：Orthoceras)は、バルト諸国とスウェーデンの中期オルドビス紀の海洋石灰岩に特有の、絶滅したチョッカクガイの属である。以前はオルソセラスという属は、古生代と三畳紀にかけ発見される数多くのチョッカクガイのためのゴミ箱分類群として使用されていたため、世界的な分布を持っていたと考えられていた。現在ではオルソセラスという単語は上記地域で発見されるOrthoceras regulare種ただ1種のみを示す。
細長い胴体を持ち、体腔の中央は横方向に狭まっている。また副中心として連室細管を有する。甲殻の表面はヒダ状になっている。

## 名前の歴史
本来「オルソセラス」はオルトコーンと呼ばれる甲殻を持つ全てのチョッカクガイを示す言葉であった。しかし後に連室細管や気室などの内部構造の調査の結果、この甲殻を持つ生物は実際には多数のグループに属しており、中には目レベルで分類が異なるものもあった。
現在ではエストニアやリトアニア、スウェーデンといった国々や、ウクライナやベラルーシなど旧ソ連諸国から産出するオルドビス紀中期のOrthoceras regulareのみを指す言葉となっている。ただし、関連する種が含まれる可能性は残っている。